# Lewis and Clark Village
Lewis and Clark Village es un pueblo ubicado en el condado de Buchanan, Misuri, Estados Unidos. Según el censo de 2020, tiene una población de 96 habitantes.

## Geografía
Está ubicado en las coordenadas 39°32′9″N 95°3′5″O / 39.53583, -95.05139 (39.535932, -95.051461). Según la Oficina del Censo de los Estados Unidos, tiene una superficie total de 1.81 km², de la cual 1.58 km² corresponden a tierra firme y 0.23 km² son agua.

## Demografía
Según el censo de 2020, hay 96 personas residiendo en la zona. La densidad de población es de 60.76 hab./km². El 93.75% de los habitantes son blancos, el 2.08% son afroamericanos y el 4.17% son de una mezcla de razas. No hay hispanos o latinos viviendo en el área.